# Liste der denkmalgeschützten Objekte in Freinberg
Die Liste der denkmalgeschützten Objekte in Freinberg enthält die 4 denkmalgeschützten, unbeweglichen Objekte der Gemeinde Freinberg im Bezirk Schärding (Oberösterreich).

## Denkmäler
| Foto |                 | Denkmal                                                          | Standort                                | Beschreibung | Metadaten |
| ---- | --------------- | ---------------------------------------------------------------- | --------------------------------------- | --- | --- |
| ja   | Datei hochladen | Bildstock HERIS-ID: 73211 Objekt-ID: 86498                       | Saming 33, bei Standort KG: Haibach     | Die 1844 erbaute und 1978 restaurierte Tabernakelsäule zeigt in drei verwitterten Abbildungen die Heiligen Florian, Georg und Leonhard.                                                                     | BDA-Hist.: Q38132172 Status: § 2a Stand der BDA-Liste: 2025-06-30 Name: Bildstock GstNr.: 1394 Bildstock Saming                                          |
| ja   | Datei hochladen | Bürgerhaus HERIS-ID: 37952 Objekt-ID: 37389                      | Haibach 35 Standort KG: Haibach         | | BDA-Hist.: Q37978156 Status: Bescheid Stand der BDA-Liste: 2025-06-30 Name: Bürgerhaus GstNr.: .5/1                                                      |
| ja   | Datei hochladen | Friedhof christlich HERIS-ID: 73124 Objekt-ID: 86409             | Freinberg 2, neben Standort KG: Hinding | Der Friedhof wurde 1859 erweitert und 1976 umgestaltet. Er verfügt über zwei Eingangsportale und eine Holznische mit Kreuzigungsgruppe, die wahrscheinlich aus dem Jahr 1859 stammt.                        | BDA-Hist.: Q38132031 Status: § 2a Stand der BDA-Liste: 2025-06-30 Name: Friedhof christlich GstNr.: 1363 Pfarrkirche hl. Willibald, Freinberg            |
| ja   | Datei hochladen | Kath. Pfarrkirche hl. Willibald HERIS-ID: 52117 Objekt-ID: 58330 | Freinberg 2, bei Standort KG: Hinding   | Der leicht eingezogene zweijochige Chor mit böhmischen Kappen schließt mit einem Dreiachtelschluss. Das Langhaus hat eine Flachdecke. Der Turm im südlichen Chorwinkel trägt einen Spitzhelm aus 1858/1859. | BDA-Hist.: Q25902272 Status: § 2a Stand der BDA-Liste: 2025-06-30 Name: Kath. Pfarrkirche hl. Willibald GstNr.: .82 Pfarrkirche hl. Willibald, Freinberg |